# Bartlesville
Bartlesville è una città degli Stati Uniti, situata tra le contee di Washington e di Osage nello Stato dell'Oklahoma.